# Bronimierz Mały
Bronimierz Mały (pronunciación en polaco: /brɔˈɲimjɛʂ ˈmawɨ/; en alemán: Klein Werdershausen) es un pueblo en el distrito administrativo de Gmina Złotniki Kujawskie, dentro del Distrito de Inowrocław, Voivodato de Cuyavia y Pomerania, en el centro-norte de Polonia. Se encuentra aproximadamente 5 kilómetros al noreste de Złotniki Kujawskie, 17 kilómetros al norte de Inowrocław, 24 kilómetros al sureste de Bydgoszcz, y 32 kilómetros al oeste de Toruń.